# Акваро
Акваро (итал. Acquaro) је насеље у Италији у округу Вибо Валенција, региону Калабрија.
Према процени из 2011. у насељу је живело 1559 становника. Насеље се налази на надморској висини од 249 м.

## Становништво
Према резултатима пописа становништва 2011. у општини је живело 2.448 становника.
| 1931. | 1936. | 1951. | 1961. | 1971. | 1981. | 1991. | 2001. | 2011. |
| ----- | ----- | ----- | ----- | ----- | ----- | ----- | ----- | ----- |
| 3.541 | 3.743 | 4.327 | 4.258 | 4.072 | 3.293 | 3.293 | 3.046 | 2.448 |